# Partito dell'Unità Lettone
Il Partito dell'Unità Lettone (in lettone: Latvijas Vienības Partija - LVP) è stato un partito politico di ispirazione nazionalista attivo in Lettonia dal 1993 al 1997.
Alle elezioni parlamentari del 1995 ha ottenuto il 7,2% dei voti e otto seggi; alle successive elezioni parlamentari del 1998, ha conseguito solo lo 0,5% e si è quindi dissolto.